# إدي كرامر
إدي كرامر (بالإنجليزية: Eddie Kramer)‏ هو منتج أسطوانات ومهندس الصوت ومهندس وملحن بريطاني، ولد في 19 أبريل 1942 في كيب تاون في جنوب أفريقيا.

## وصلات خارجية
- الموقع الرسمي
- إدي كرامر على موقع IMDb (الإنجليزية)
- إدي كرامر على موقع ميوزك برينز (الإنجليزية)
- إدي كرامر على موقع أول ميوزيك (الإنجليزية)
- إدي كرامر على موقع ديسكوغز (الإنجليزية)
- إدي كرامر على موقع قاعدة بيانات الفيلم (الإنجليزية)